# Ascolta la canzone del vento (romanzo)
Ascolta la canzone del vento ( 風の歌を聴け?,  Kaze no uta o kike ) è il primo romanzo di Haruki Murakami. Scritto nel 1979, il romanzo vinse nello stesso anno il premio Gunzō. In Italia è stato pubblicato insieme al successivo romanzo Flipper, 1973 in un unico volume con il titolo Vento & Flipper, circa 37 anni dopo la sua realizzazione.

## Genesi
Nell'aprile del 1978 Murakami assistette al Meiji Jingū Stadium a una partita di baseball di Central League che vedeva affrontarsi la sua squadra preferita, ovvero gli Yakult Swallows,  e gli Hiroshima Carp. Murakami ha dichiarato che durante un'azione di gioco, quando il suono della mazza che colpì la palla echeggiò nello stadio, nacque in lui, senza motivo, il desiderio di scrivere un romanzo. La prima cosa che fece appena terminata la partita fu quella di andare in cartoleria e comprare una risma di fogli e una penna stilografica spendendo circa duemila yen. Si dedicò poi alla scrittura del suo primo romanzo ogni notte quando tornava dal lavoro, seduto al tavolo da cucina. 
Una volta finito il romanzo, l'autore non ne fu entusiasta poiché secondo lui non era interessante e non riusciva a trasmettere alcuna emozione. Decise, perciò, di rispolverare la sua Olivetti per riscrivere il suo romanzo in inglese: visto il suo vocabolario limitato, le frasi diventarono più brevi e i paragrafi più semplici. Murakami ritenne di essere riuscito in questo modo a comunicare in maniera più efficace i concetti e sentimenti.
Diversi anni dopo Murakami scoprì che anche Ágota Kristóf aveva scritto dei libri usando lo stesso metodo di scrivere in una lingua diversa. Infatti la Kristóf, nonostante fosse ungherese, iniziò a scrivere in francese dopo essersi rifugiata in Svizzera a seguito dei rivolta del 1956. In questo modo creò uno stile nuovo e personale. 

## Trama
La storia si svolge nel 1970, dall'8 agosto al 26 agosto, e viene raccontata circa dieci anni più tardi.
Murakami non dà un nome al protagonista della storia e a tutti gli altri personaggi, eccetto Jay e il Sorcio. All'inizio l'uomo fa una breve introduzione sull'atto di scrivere confessando che per lui è un lavoro durissimo e che ha imparato tutto ciò che sa riguardo a questo campo da Derek Heartfield (uno scrittore americano degli anni trenta, inventato da Murakami). Dopo l'introduzione, parte il racconto dell'estate del 1970.
Il protagonista passa gran parte dei suoi giorni insieme all'amico detto il Sorcio (il quale compare anche nei romanzi Nel segno della pecora e Dance Dance Dance), conosciuto nella primavera di tre anni prima durante il loro primo anno di università. Entrambi trascorrono il loro tempo al Jay's Bar fumando sigarette e bevendo birra in grosse quantità. I due si confidano spesso e volentieri con Jay, il proprietario di mezza età del bar che svolge quasi il ruolo di fratello maggiore dei due ragazzi. 
Un giorno, nel bagno del locale, il protagonista trova una ragazza svenuta sul pavimento e decide di riportarla a casa rimanendo a casa di lei tutta la notte per controllare che non succeda niente di grave, preoccupato dal ricordo di un suo amico morto nel sonno proprio per intossicazione da alcol. La donna, appena risvegliatasi, crede di essere stata molestata dal ragazzo nel sonno. A causa di ciò lo tratta con freddezza e non crede alle parole del ragazzo, che nega di aver fatto ciò. Il protagonista scopre che la donna lavora in un negozio di dischi e, dopo la diffidenza iniziale da parte di lei, i due si iniziano a frequentare approfondendo ogni volta il loro rapporto. L'estate prosegue con il ragazzo che alterna il suo tempo con l'amico Sorcio e la ragazza del negozio di dischi con cui si vede. 
La storia si conclude con il protagonista che torna a Tokyo con un autobus notturno la sera del 26 agosto dopo essere passato per l'ultima volta dal bar di Jay. 
Nell'epilogo il protagonista racconta che lui ha compiuto ventinove anni, si è sposato e vive a Tokyo e ogni anno riceve dal Sorcio ormai trentenne copie di romanzi scritti da lui. Il Jay's bar è cambiato molto diventando quasi irriconoscibile ma molto più bello di prima. Per quanto riguarda la ragazza con cui si frequentava, i due non si sono più rivisti dopo quell'estate poiché durante le vacanze invernali lei ha lasciato il lavoro al negozio di dischi così come l'appartamento.

## Personaggi
- Protagonista: studia biologia in un'università di Tokyo e svolge anche la funzione di narratore delle vicende. Insieme al suo amico Sorcio passa le giornate al bar di Jay tra grandi quantità di birre e sigarette.
- Sorcio: è un amico del protagonista ed è di famiglia benestante. Nel corso della storia inizia a scrivere romanzi nei quali non muore mai nessuno e non ci sono mai scene di sesso.
- Jay: è un uomo di mezza età nato in Cina. Gestisce il Jay's bar e ascolta e consiglia pazientemente i due ragazzi, quasi come un fratello maggiore.
- Ragazza del negozio di dischi: all'inizio tratta con diffidenza il protagonista ma con il passare del tempo il rapporto tra i due si sblocca e nasce una piccola frequentazione in cui di volta in volta il legame diventa sempre più profondo.
- Derek Heartfield: è lo scrittore (inventato da Murakami) da cui il protagonista-narratore dichiara di aver imparato quasi tutto riguardo allo scrivere. Della sua vita si sa ben poco se non che si suicidò saltando giù dall'Empire State Building nel giugno del 1938.

## Trilogia del Ratto
Flipper, 1973 è un romanzo pubblicato nel 1980, un anno dopo Ascolta la canzone del vento e non più ripubblicato. I due compongono le basi per il romanzo Nel segno della pecora, considerato dall'autore il suo vero debutto letterario. Tutti assieme, i tre romanzi formano la Trilogia del Ratto, poiché l'elemento che accomuna questi romanzi è la presenza del Sorcio, l'amico dell'io narrante.

## Pubblicazione all'estero
Inizialmente Ascolta la canzone del vento non venne pubblicato al di fuori del Giappone, per volontà dello stesso Murakami che lo considerava un acerbo tentativo di trovare una sua personale identità narrativa. Esso venne solamente tradotto in inglese dalla casa editrice Kodansha Ltd. in una collana insieme al successivo romanzo, Flipper, 1973, rivolta esclusivamente ai lettori giapponesi desiderosi di imparare l'inglese. 
In italiano è stato tradotto in un volume edito da Einaudi del 2016 dal titolo Vento & Flipper che comprende anche Flipper, 1973, il secondo romanzo scritto da Murakami quasi immediatamente dopo il primo.

## Trasposizione cinematografica
Il romanzo Ascolta la canzone del vento è stato adattato nell'omonimo film diretto da Kazuki Ōmori nel 1981. Il titolo è Kaze no uta o kike e riguarda uno studente che torna a Kobe per l'estate dove incontra il suo amico Sorcio, passa il tempo ascoltando i Beach Boys e conosce una ragazza misteriosa.

## Premi
Ascolta la canzone del vento ha vinto il premio Gunzō nel 1979 quando l'autore aveva compiuto trent'anni. Murakami quando fu informato da un editore che il suo romanzo era stato selezionato tra i cinque finalisti, non ricordava nemmeno di averlo inviato alla redazione di Gunzo. Quello stesso giorno, tenendo in mano un piccione ferito a un'ala che stava portando alla stazione di polizia di un quartiere di Tokyo, Murakami pensò: "Vincerò quel premio, ci metterei la mano sul fuoco. Diventerò uno scrittore, e avrò successo!". 
Murakami dichiara inoltre che se non avesse vinto il premio Gunzo, il romanzo Ascolta la canzone del vento sarebbe andato perduto poiché con sé non aveva alcuna copia e l'editore non restituiva le opere. Quindi se non avesse vinto il romanzo sarebbe andato per sempre e l'autore non avrebbe abbandonato la via dello scrittore.
Ascolta la canzone del vento venne candidato al premio Akutagawa ma non ottenne riconoscimenti.

## Riferimenti alla musica
- Piano Concerto n.3 Beethoven
- Rainy Night in Georgia – Brook Benton
- Who'll Stop the Rain – Creedence Clearwater Revival
- California Girls – The Beach Boys
- Everyday people – Sly & the Family Stone
- Woodstock – Joni Mitchell
- Spirit in the Sky – Norman Greenbaum
- Hey There Lonely Girl – Ruby & the Romantics
- Don't Think Twice, It's All Right – Bob Dylan
- Good Luck Charm – Elvis Presley

## Edizioni in italiano
- Haruki Murakami, Vento & Flipper, traduzione di Antonietta Pastore, Einaudi, 2016, ISBN 978-88-06-22798-2.